# 25-й армейский корпус (СССР)
25-й армейский корпус — воинское объединение Советской армии.
Условное наименование — войсковая часть (в/ч) № 35505.

## История
Корпус существовал 9 лет в период 1980 по 1989 годы. Управление корпуса было создано на Камчатке, формированием занимался генерал-майор А. Н. Тюрин.

## Состав

### 1989 год
- Управление корпуса, в/ч 35505 (г. Петропавловск-Камчатский);
- 22-я мотострелковая Краснодарско-Харбинская дважды Краснознамённая дивизия, в/ч 10103 (п. Чапаевка);
- 99-я мотострелковая дивизия, в/ч 12848 (пгт Угольные Копи);
- 87-я мотострелковая дивизия кадра (Чапаевка) — содержалась по штату «Г», в составе дивизии развернутым был только 1328-й мотострелковый полк;
- 138-й отдельный мотострелковый полк, в/ч 54353 (г. Магадан); сф.18.05.1977, расформирован 2002.
- 204-й пушечный артиллерийский полк, в/ч 61486 (г. Петропавловск-Камчатский);
- 11-я отдельная смешанная авиационная эскадрилья, в/ч 96104 (пгт Угольные Копи);
- 240-й отдельный инженерно-сапёрный батальон, в/ч 19960 (п. Чапаевка);
- 280-й отдельный инженерно-сапёрный Уссурийский батальон, в/ч 44938 (пгт Угольные Копи);
- 698-й отдельный батальон связи, в/ч 86794 (г. Петропавловск-Камчатский);
- 30-й узел связи, в/ч 41696 (г. Петропавловск-Камчатский);
- отдельный автомобильный батальон, в/ч 11775 (г. Петропавловск-Камчатский);
- 571-й отдельная рота спецназа, в/ч 71605 (г. Елизово);
- отдельная рота охраны и обеспечения (г. Петропавловск-Камчатский)[1]

## Командиры
- 1980—1984 — генерал-майор, с 16.12.1982 — генерал-лейтенант Тюрин, Алексей Николаевич;
- 1984—1985 — генерал-майор Костенко, Анатолий Иванович[1]